# Avoudrey
Avoudrey – miejscowość i gmina we Francji, w regionie Burgundia-Franche-Comté, w departamencie Doubs.
Według danych na rok 1990 gminę zamieszkiwało 710 osób, a gęstość zaludnienia wynosiła 55 osób/km² (wśród 1786 gmin Franche-Comté Avoudrey plasuje się na 232. miejscu pod względem liczby ludności, natomiast pod względem powierzchni na miejscu 290.).